# Antonio de Torquemada
Antonio de Torquemada (c. 1507, León, Espagne - 1569), est un écrivain espagnol de la Renaissance.

## Biographie
Antonio de Torquemada a étudié les sciences humaines à Salamanque. Entre 1528 et 1530, il vécut en Italie et fut secrétaire du comte de Benavente.
Il composa des ouvrages populaires traduits en France, en Italie et en Angleterre. Ses Colloques satiriques se développent dans un cadre pastoral. Deux de ses œuvres, Don Olivante de Laura et  Jardín de flores curiosas sont mentionnées par Miguel de Cervantes dans la première part de Quichotte . Ses œuvres complètes ont été publiées dans les années 1990 à Madrid.

## Publications
- Obras completas, Madrid: Turner, 1994-1997.
- El Ingenio, o juego de marro, de punto, o damas... (Valence, 1547)
- Coloquios satíricos (Mondoñedo, 1553). Il existe une édition moderne, avec une introduction et des notes de Rafael Malpartida Tirado, Biblioteca Castro (publiée à Malaga, Anejos de Analecta Malacitana, 2011)  (ISBN 978-84-95073-67-9)
- Don Olivante de Laura (Barcelone: Claude Bornat, 1564)
- Manual de escribientes (1574)
- Jardín de Flores curiosas, en que se tratan algunas materias de humanidad, philosophia, theologia y geographia, con otras curiosas y apacibles (Salamanca, en casa de Juan Baptista de Terranova, 1570, édition moderne Jardín de flores curiosas, al cuidado de Giovanni Allegra, Madrid: Castalia, 1983.  (ISBN 978-8-4703-9405-8) (OCLC 634430466).

## Articles annexes
- Celio Malespini